# Juan de Segovia (teólogo)
Juan Alfonso de Segovia (Segovia, ca. 1395 - Aiton, Saboya, 24 de mayo de 1458) fue un clérigo y teólogo conciliarista español. En los documentos se le denomina Ioannis de Segovia y Joannes Alfonsi (Juan de Alfonso). Tuvo una destacada participación en el concilio de Basilea, y se relacionó con los humanistas de mediados del siglo XV, como su amigo personal Nicolás de Cusa.
Fue archidiácono de Villaviciosa, canónigo de la Catedral de Toledo y profesor de teología en la Universidad de Salamanca (ocupó sucesivamente las tres cátedras entre 1418 y 1433), para la que obtuvo importantes privilegios (Constitución de Martín V, de 20 de febrero de 1422). Viajó a Roma en 1427, donde fue protegido del cardenal Juan de Cervantes y nombrado refrendario del papa. En 1430 mantuvo en Córdoba una disputa teológica con sabios musulmanes.
Desde 1433 participó en el concilio de Basilea en representación de Juan II de Castilla y de su Universidad. Entabló amistad con Nicolás de Cusa. Destacó como uno de los más capaces de entre los partidarios del conciliarismo (superioridad del concilio sobre el papa). Al principio sus intervenciones en el concilio se refirieron al tema de las anatas (que propuso eliminar), al de los husitas (sobre la communio sub utroque specie -"comunión bajo ambas especies"-) y a la unidad con la iglesia ortodoxa. Pretendía mitigar el conflicto entre los conciliaristas y el papa Eugenio IV, con el que pasó algún tiempo en Florencia en 1435. Posteriormente su posición se radicalizó, convirtiéndose en una de las principales figuras del bando "revolucionario" del concilio, que no aceptó la orden papal de trasladarse a Ferrara y a Florencia, y siguió reuniéndose en Basilea. Tomó parte en la sesión vigésimo octava (1 de octubre de 1437), en la que se declaró "contumaz" a Eugenio IV; y en la sesión trigésimo tercera (16 de mayo de 1439), en la que se le declaró "hereje". En marzo de 1439, Juan de Segovia representó al concilio ante la Dieta de Maguncia.
Tras la deposición de Eugenio IV por el concilio (25 de junio de 1439), Juan de Segovia fue designado para el comité que seleccionó a los treinta y tres teólogos que debían actuar como electores del nuevo papa, y también se le incluyó en ese grupo. Estuvo a punto de ser nombrado papa, pues en la primera votación fue él quien obtuvo mayor número de votos, pero en la segunda votación, el 5 de noviembre de 1439 fue Amadeo de Saboya quien fue elegido, adoptando el nombre de Félix V (considerado "antipapa" por los partidarios de Eugenio). En reconocimiento por sus servicios fue creado cardenal el 12 de octubre de 1440. Representó a Félix V ante la Asamblea de Bourges en 1440, ante una nueva Dieta de Maguncia en 1441, y ante la Dieta de Fráncfort en 1442.
Al final del cisma, en 1449, renunció al cardenalato. Desposeído de todos sus beneficios eclesiásticos, en compensación fue nombrado obispo por su enemigo Eugenio IV, que le fue asignando sedes menores (Saint-Paul-Trois-Châteaux, Saint-Jean-de-Maurienne) para finalmente relegarle a la sede teórica de Cesarea (1453). Se retiró al monasterio de Aiton, en Saboya, donde se dedicó a reunir una notable biblioteca (que legó a la Universidad de Salamanca), mantener correspondencia con un selecto grupo de humanistas (Nicolás de Cusa, Jean Germain y Eneas Silvio Piccolomini -futuro papa Pío II-); y a imaginar un diálogo pacífico con el islam, para lo que tradujo el Corán al castellano con ayuda de Isa de Gebir (Ice de Gebir o Içe de Gebir, alfaquí mayor de Castilla y muftí de la aljama de Segovia -`Isâ Ibn Jabîr عيسى بن جابر-).

## Obra
Su obra literaria más importante es una extensa historia del concilio de Basilea (Historia gestorum generalis synodi basiliensis) escrita entre 1449 y 1453.
También escribió un tratado apoyando el dogma de la Inmaculada Concepción (Bruselas, 1664), una refutación del Corán (De mittendo gladio in Saracenos), una defensa de la cláusula Filioque contra la iglesia ortodoxa (De processu Spiritus Sancti, Basilea, 1476), una concordancia bíblica (Concordantiae biblicae vocum indeclinabilium, Basilea, 1476) y algunas obras en defensa del conciliarismo.